# Mali šef
Mali šef (engleski: The Boss Baby) američka je 3D računalno animirana komedija iz 2017. godine. Film se temelji na istoimenoj slikovnici koju je napisala Marla Frazee. Film je producirao DreamWorks Animation, a distribuirali širem svijeta 20th Century Studios, a u Japanu Universal Pictures. Film je režirao Tom McGrath, producirao Ramsey Ann Naito, scenarij napisao Michael McCullers, a glasove glavnim ulogama dali su: Alec Baldwin, Steve Buscemi, Jimmy Kimmel, Lisa Kudrow i Miles Bakshi. Tobey Maguire je pripovjedač. Fabula prati bebu koja je tajni agent u ratu za ljubav odraslih između beba i štenaca.   
Mali šef je premijerno prikazan na Međunarodnome filmskome festivalu u Miamiju 12. ožujka 2017. godine, a objavio ga je 20th Century Studios 31. ožujka iste godine. Nakon objavljivanja, film je primio mješovite recenzije kritičara, a širom svijeta zaradio je 528 milijuna američkih dolara, u odnosu na njegov budžet od 125 milijuna američkih dolara. Bio je nominiran za najbolji animirani film za Oskara, Annie Awards i Zlatni globus, no sve je izgubio od Disneyevoga/Pixarovoga filma Koko i velika tajna.
Nastavak je objavljen 2. srpnja 2021., dok je Netflixova TV serija „Mali šef: Nazad na posao“ premijerno prikazana 6. travnja 2018. godine.

## Glasove posudili
| Ime                                      | Engleska inačica         | Hrvatska inačica |
| ---------------------------------------- | ------------------------ | ---------------- |
| Mali Šef                                 | Alec Baldwin             | Luka Peroš       |
| Franko Franko                            | Steve Buscemi            | Mladen Vasary    |
| Ted Templeton/Tata                       | Jimmy Kimmel             | Ronald Žlabur    |
| Jana Templeton/Mama                      | Lisa Kudrow              | Mila Elegović    |
| Odrasli Tim Andrea Templeton/Pripovjedač | Tobey Maguire            | Marko Makovičić  |
| Tim Andrea Templeton                     | Miles Christopher Bakshi | Roko Krasovac    |
| Magić                                    | James McGrath            | Pero Juričić     |
| Eugen Franko                             | Conrad Vernon            | Jasmin Telalović |
| Stela                                    | ViviAnn Yee              | Ema Karaula      |
| Fred/Erik/Frederik                       | Eric Bell Jr.            | Jan Cindrić      |
| Jimbo                                    | David Soren              | Alen Šalinović   |
| Mali Veliki Šef                          | Edie Mirman              | Sanja Marin      |

Ostali glasovi: 
- Hrvoje Klobučar - Elvis Presley imitator
- Mima Karaula - Stellina mama i sporedne uloge
- Dario Ćurić
- Ivan Šatalić
- Božidar Peričić
- Sara Spinčić
- Petra Vukelić - TV kuharica i stjuardesa
- Dragan Peka - aerodromski stražar
- Boris Barberić - kapetan Ross i sporedne uloge
- Maja Vučić

- Sinkronizacija: Duplicato Media d.o.o.
- Prijevod i prilagodba dijaloga: Davor Slamnig
- Redatelj dijaloga: Tomislav Rukavina
- Mix studio: Deluxe Media Inc.

## Vanjske poveznice
- Službena web stranica
- Mali šef na Fox Movies
- Mali šef na IMDb-u
- Mali šef na The Big Cartoon DataBase-u
- The Boss Baby na Rotten Tomatoes
- The Boss Baby na Box Office Mojo